# Junji Nishizawa
Junji Nishizawa (Tokio, 10 mei 1974) is een voormalig Japans voetballer.

## Carrière
Junji Nishizawa speelde tussen 1993 en 2008 voor Verdy Kawasaki, Shimizu S-Pulse, Kawasaki Frontale, Nagoya Grampus Eight, Kashima Antlers en Consadole Sapporo.